# Jean-François Baret
Jean-François Baret (Boulogne-sur-Mer, 26 oktober 1756 - Valenciennes, 11 januari 1800) was een Frans hoger ambtenaar, onder meer in Brugge, in de revolutietijd.

## Levensloop
Baret promoveerde aan de universiteit in Parijs tot maitre ès arts. Daarop werd hij in Namen econoom (of was het predikant) bij de aldaar gelegerde Hollandse troepen. 
Na 1782 maakte hij een reis naar Rome en daar kreeg hij het verhaal te horen van zijn streekgenoot Benedictus Jozef Labre (Amettes bij Boulogne, 1748 – Rome, 1783). Het is niet duidelijk of hij de heilige man nog bij leven ontmoette, of pas na zijn dood zijn merkwaardige levensloop leerde kennen. Hoe dan ook, teruggekeerd in Boulogne, publiceerde hij in 1784 een biografie van Labre, die ook in vertaling verscheen in Brugge en in Mechelen. Hierin deed hij onder meer het verhaal van de miraculeuze genezing, op voorspraak van Labre, van de president van het Mechelse seminarie Jean-François Huleu (1746-1815), die dit kort voordien zelf wereldkundig had gemaakt in een Tractatus historico-asceticus, een boek dat zoals zijn talrijke andere werken (meer dan dertig) bij Hanicq gedrukt was.
Waarschijnlijk dankzij deze publicatie kwam Baret in contact met Pierre-Joseph Hanicq (geboren in Brugge in 1753), die sedert 1778 in Mechelen als drukker en boekhandelaar gevestigd was. Hanicq, die ook drukker van het aartsbisdom was, begon in 1784 met een krant die hij, na eerst een paar andere namen te hebben uitgeprobeerd, vanaf het einde van dat jaar Le Courrier de l'Escaut noemde. De krant had, naast de ondersteuning van de politiek van keizer Jozef II (Hanicq was een "vijg" of aanhanger van de Oostenrijkers), als hoofddoel campagne te voeren voor de heropening van de Schelde voor de scheepvaart. Hanicq riep Baret naar Mechelen en maakte hem vanaf januari 1785 redacteur van zijn krant. 
In het nummer van 9 december 1784 had Baret al geschreven: "Ik ben een quaker. De oorlog mishaagt me, niet omdat ik er zelf slachtoffer zal van worden maar vanwege de vele kwalen die al mijn broeders zullen ondergaan." Behoorde hij tot de gemeenschap van de Quakers, die ook in het noorden van Frankrijk actief was? Of was hij protestant geworden door zijn contacten met de Hollanders in Namen? De Geraardsbergse zaakwaarnemer De Backer beschreef hem alleszins als "le fameux apostat" en "le conseiller apostat et calviniste". Of hij zich, toen hij in Sint-Rombouts huwde, verzoend had met de katholieke kerk dan wel een gemengd huwelijk aanging, zou verdere opzoeking vergen.
Baret was al vlug ingeburgerd in Mechelen. In 1785 publiceerde hij een lofdicht op kardinaal-aartsbisschop Joannes Henricus van Frankenberg en een tekst over de vrijmetselarij, waarvan de inhoud niet bekend is. Het is weinig waarschijnlijk dat hij zelf vrijmetselaar werd, want tegen die tijd was de Grande Loge Provinciale des Pays-Bas aan het zieltogen, terwijl ieder logewerking in 1786 door de overheid in de provinciesteden verboden werd. Baret kwam in ieder geval in contact met vrijmetselaars, in de eerste plaats met de drukker Hanicq en verder met Charles de Cassina en de musicus Louis Neyts, een zoon van Jacob Neyts. 
Zo kwam hij ook in contact met het gezin van de operadirigent Jacob Neyts en dit had tot gevolg dat hij op 29 juli 1787 in de Sint-Romboutskathedraal in het huwelijk trad met Marie-Isabelle Neyts, de oudste dochter van Jacob. De getuigen bij het huwelijk waren graaf Charles de Cassina en drukker Pieter Hanicq. Een niet-ondertekende brief, maar die waarschijnlijk van de Mechelse advocaat Pouppez afkomstig was, bracht bij de Gentse graaf de Lichtervelde verslag uit over de gebeurtenis. Volgens die brief werd het huwelijk voor dag en dauw ingezegend: om 5 uur waren ze de kerk al uit. Cassina voerde de helse bende aan, die naar de herberg trok waar Cassina woonde en hij hun het ontbijt aanbood. Van daar trokken ze naar het Brabantse, waar Cassina weer alles zou betalen, voor zoveel hij het kon, want hij was onder curatele gesteld.
Baret had nog méér ambities dan krantenredacteur te zijn. In 1786 stichtte hij op het stadhuis van Mechelen een soort vervolmakingschool. Hij had over het onderwijs duidelijke principes, die ingingen tegen het ingeburgerd pedagogisch model dat aan de jeugd zoveel mogelijk eruditie wilde bijbrengen. Hij was van de strekking dat een goedgevormd hoofd te verkiezen was boven een volgestouwd hoofd. Daarbij kwam ook zijn democratiserende tendens naar boven, want hij verweet de geschiedschrijvers zich te uitsluitend met de vorsten bezig te houden en niet met het volk en de gewone man. Alvast verdedigde hij de moderne stelling dat veel weten op zich weinig nut had als het maar was om dit als een automaat en onoordeelkundig te herhalen.

## Eerste revolutiejaren
De houding van Baret in de eerste periode van de revolutietijd, die hij had zien aankomen, is niet helemaal duidelijk. In december 1789, op het ogenblik dat de Brabantse Revolutie zegevierde, ontstond wellicht een meningsverschil met Hanicq over de te volgen gedragslijn, want die moest op 10 december 1789 aan zijn lezers het onverwachte vertrek van de redacteur melden. Betekende dit dat Hanicq de Oostenrijkers trouw bleef en Baret de kant van de Brabantse revolutie had gekozen, en zo ja aan wiens zijde, die van de statisten of van de vonckisten? Maar als dat zo was, moest dan niet eerder Hanicq vluchten en niet Baret? Of omgekeerd, draaide Hanicq de huik naar de wind, aangezien hij prompt zijn krant omdoopte tot Le Courrier Belgique en was het Baret die vijg bleef? Of was "vlucht" of althans "politieke vlucht" niet het juiste woord voor dit vertrek? Ging het eventueel, om een evolutie in de privésfeer, namelijk de geldproblemen binnen de familie Neyts? Was trouwens Baret einde 1787 al niet in Brussel gaan wonen en waren hierdoor zijn banden met de Mechelse drukker niet al eerder verslapt?  
In 1790 vond men Baret terug in twee publicaties. Vooreerst in de Annales de la monarchie, een duidelijk conservatieve publicatie, in de geest van de statisten. Tevens werd hij in Duinkerke de redacteur van de Gazette de la Flandre Maritime Française, die verscheen van januari tot einde juni en die de in Parijs aan gang zijnde revolutie ondersteunde en de ideeën ervan in Vlaanderen en Brabant wilde verspreiden. De krant werd door de Soevereine Staten van Brabant verboden, zodat men mag aannemen dat de stellingen die erin werden verdedigd niet in overeenstemming waren met de conservatieve strekking die in de Brabantse revolutie de bovenhand had. Baret dus toch revolutionair van de strekking Vonck? Of Baret schrijvend naargelang zijn broodheren?

## Franse revolutie
Wat deed Baret in 1791 en 1792? Hij sloot zich toen op de een of andere manier bij de revolutie aan, want hij dook plots in het volle daglicht op bij de inval in de Oostenrijkse Nederlanden van de troepen van generaal Charles-François Dumouriez in november 1792 en was toen duidelijk gewonnen voor de Franse Revolutie. Hij speelde onmiddellijk een voorname rol in Brussel, waar hij secretaris en voorzitter werd van de jacobijnse club en bekend stond als een van de meest opgehitste onder de redenaars in de club. Toen deze eerste Franse inval een mislukking werd, bleef hij als een van de laatste aanhangers trouw aan de club. In een ultieme rede uitgesproken op 11 maart 1793 voor de zeldzame overblijvers, maakte hij, alvorens te vluchten, een balans op en een verontschuldigend gewetensonderzoek. 
Daarop volgde hij de Fransen in hun aftocht om in juni 1794 bij de definitieve Franse overheersing naar de Oostenrijkse Nederlanden terug te keren. Eerst werd hij in Brussel lid van het Comité de sûreté générale en vervolgens werd hij in Antwerpen benoemd tot openbaar aanklager (het equivalent van de hedendaagse procureur des konings). Vanaf begin 1797 vervulde hij dezelfde functie in het Leiedepartement, zodat hij zich in Brugge kwam vestigen. Zijn schoonvader, Jacob Neyts, was op 6 juli 1794 in Boulogne-sur-mer overleden en diens weduwe was naar Brugge teruggekeerd, waar ze voortaan op de Eiermarkt, samen met haar zoon Jean-Celestin een tabakwinkel uitbaatte. 
Voor de familie Neyts was het waarschijnlijk een hele belevenis dat de schoonzoon nu plots een van de voornaamste machthebbers in het departement en in de stad was. Als men van hem iets wilde bekomen, dan moest men dat heel beleefd vragen. Oud-burgemeester Robert Coppieters ondervond het. Zijn eerste contact met Baret was niet onaangenaam. De openbare aanklager kwam zelf de oud-burgemeester opzoeken en was vergezeld van zijn vrouw, die als Bruggelinge en als dochter van de toneelman Jacob Neyts wellicht als introductie diende bij de mede-eigenaar en trouwe bezoeker van de schouwburg die Coppieters was. Baret kwam vragen een beschermelinge van hem, Marie Maeyens, op te nemen in de armenschool op de Onze-Lieve-Vrouwparochie, waar Coppieters voogd van was. Die stond de vraag onmiddellijk toe, want Baret viel mee. Hij vond hem heel beleefd en bereid tot dienstbetoon. Coppieters profiteerde ervan om onmiddellijk een wederdienst te vragen aan citoyen Baret, die er naar hij hoopte zou voor zorgen dat de schoolgebouwen verder gratis zouden ter beschikking blijven en dat Coppieters zelf de door hem voorgeschoten bijna 3.000 gulden werkingskosten voor de gratis toegankelijke school, van de overheid zou terugbetaald krijgen. 'Salut et fraternité' ondertekende de recent door de Oostenrijkers tot baron gepromoveerde edelman. 
In de loop van 1797 werd Baret bevorderd tot commissaire du pouvoir exécutif voor het Leiedepartement, ambt dat de voorloper was van de departementsprefect of gouverneur. Hoe hij zich opstelde tijdens de beloken tijd van kerkvervolging die toen inging, is niet onderzocht. Na de staatsgreep van 4 fructidor An V (14 november 1797) die een radicalisering van de politiek inhield, werd hij lid van de Conseil des Anciens, zelfs secretaris, en verbleef voortaan vaak in Parijs. Hij liet zich in zijn nieuwe functie niet onbetuigd, verdedigde onder meer de decadaire feesten en de blokkade van Engelse invoer. Als Quakeradept liet hij zich opmerken door een sterk antimilitarisme en kwam hierdoor met Mirabeau in botsing. Toen kwam 18 Brumaire (9 november 1799), de staatsgreep van Napoleon Bonaparte en de 'Constitution de l'An VIII' (13 december 1799). Baret koos de "goede" kant en werd naar het Noorderdepartement gestuurd om er de ambtenaren uit te zuiveren die het nieuwe regime niet gunstig gezind waren. 
Als dank werd hij benoemd in het Tribunaat, het nieuw wetgevend lichaam dat uit 100 leden bestond. Hij werd echter ziek terwijl hij zich, op weg naar Parijs, in Valenciennes bevond en overleed er begin van het jaar 1800. Hij was amper vierenveertig. Had hij langer geleefd dan zou hij waarschijnlijk zichzelf en de familie Neyts nog tot op grotere hoogte hebben opgetild.

## Publicaties
- Le triomphe d’un vrai chrétien en parallèle avec celui des Sages du Monde ou Eloge historique de Benoît-Joseph Labre, Boulogne-sur-Mer, 1784.
- Den zegeprael van eenen waeren Christen (…) of historische lofreden van B.J. Labre, Brugge, De Moor & Mechele, Hanics, 1784.
- Discours pour l'ouverture d'un cours de langue française et belles-lettres, prononcé à Malines dans une des salles de l'hôtel de ville, le 17 mars 1786, par Baret, maître es arts de l'Université de Pariʂ.